# Ammophila extremitata
Ammophila extremitata är en biart som beskrevs av Cresson 1865. Ammophila extremitata ingår i släktet Ammophila och familjen grävsteklar. Inga underarter finns listade i Catalogue of Life.